# Hendrik Diels
Pour les articles homonymes, voir Diels.
Hendrik Diels, né à Anvers le 29 juin 1901 et mort à Paris 4e le 10 décembre 1974, est un chef d'orchestre et compositeur flamand et flamingant, membre du Conseil international des auteurs dramatiques de la CISAC, administrateur de la Société belge des auteurs, compositeurs et éditeurs, cofondateur et administrateur de l'Union des compositeurs belges. Il est le frère du metteur en scène Joris Diels et le beau-frère de l'actrice juive Ida Wasserman.

## Biographie
Tout comme son frère Joris, Diels suit d'abord une formation d'instituteur, un métier qu'il exerce pendant quelques années. Entretemps, il prend des cours d'harmonie, de contrepoint, de fugue et de composition auprès de Flor Alpaerts au Conservatoire royal flamand d'Anvers, et auprès de Felix Weingartner à Bâle, il étudie la direction d'orchestre. En 1931, il devient le chef d'orchestre de l'Opéra royal flamand, où il se distingue, déjà lors de la première saison, par une représentation de la Walkyrie avec Lotte Lehmann. En effet, il se fait un nom comme chef d'orchestre wagnérien, une réputation qu'il confirmera au cours de la saison 1943-1944 de l'Opéra royal flamand par la représentation du cycle complet de Wagner. En sa qualité de chef d'orchestre spécialisé dans la musique de Wagner et de Strauss, il est invité par plusieurs maisons d'opéra allemandes et par certains grands orchestres européens.
Parallèlement, Diels se consacre sans réserve à la musique flamande, en particulier à l'exécution des œuvres de Peter Benoit et de Jef van Hoof. Le 10 janvier 1940, il dirige l'orchestre du Reichssender Köln (Radio nationale de Cologne) lors de l'émission diffusée en direct d'un concert de musique flamande, un « Vlämisches Konzert », dont le programme comprend des œuvres de Benoit, d'Émile Wambach, d'Edward Verheyden, de Van Hoof, d'August de Boeck, de Maurits Schoemaker et d'Arthur Meulemans. Avec l'Orchestre philharmonique de Berlin, il enregistre La Mer de Paul Gilson.
Pendant la guerre, la carrière de chef d'orchestre de Diels atteint son apogée en Belgique aussi bien qu'en Allemagne. Avec l'Orchestre philharmonique d'Anvers, fondé par lui, il exécute presque exclusivement de la musique allemande et flamande. En Allemagne, il dirige régulièrement des concerts symphoniques en plus de plusieurs productions montées aux opéras allemands. Le 9 juillet 1941, à Darmstadt, il exécuté des travaux de Benoit, de Van Hoof, de Lieven Duvosel, de De Boeck et de César Franck. La même année, le Vlaamsche Cultuurraad (Conseil culturel flamand) avance son nom, ainsi que celui de Van Hoof, comme successeur d'Alpaerts à la direction du Conservatoire d'Anvers. Parmi les candidats, Lodewijk de Vocht est celui qui est le plus proche de l'establishment belge mais, en fin de compte, en 1942, c'est Van Hoof qui est nommé et, par conséquent, Diels continue à se concentrer sur sa carrière de chef d'orchestre.  Lorsque, le 27 mai 1942, son frère Joris est nommé directeur général de l'ensemble des Théâtres royaux d'Anvers, Diels devient responsable de la gestion quotidienne de l'opéra.
Pour ses dix ans au service du Théâtre royal flamand comme chef d'orchestre, Diels est célébré, le 28 juin 1942, par une représentation de l'opéra Die Meistersinger von Nürnberg, à l'occasion de laquelle le maire de Cologne le nomme chef honoraire de l'opéra de Cologne.  En 1942, il succède à Jozef Sterkens à la direction artistique du Théâtre royal flamand.  En octobre de la même année, Diels dirige l'orchestre de l'opéra de Hanovre.
En décembre 1942, une querelle, jamais complètement tirée au clair, entre Diels et le critique et poète farouchement moderniste Victor Joseph Brunclair mène à l'arrestation de ce dernier par la Police de sûreté.  En effet, Diels a accusé l'ancien activiste Brunclair de lui avoir envoyé une lettre de menace de mort.  Si on ne connaît aucun acte réel de résistance de sa part commis pendant l'occupation, Brunclair s'est toutefois investi dans la lutte antifasciste pendant les années 1930.  Déporté, il mourra des séquelles de la dysenterie au camp de concentration de Lagelund.
À la fin de la guerre, Diels s'enfuit à Berlin, mais il est arrêté en mai 1945.  En 1949, il est condamné en appel à trois ans de prison pour collaboration culturelle, notamment pour avoir dirigé des concerts pour le compte de la DeVlag (la Communauté de travail germano-flamande) et de l'armée allemande, et pour avoir été membre protecteur de la SS-Flandres.  Au début des années 1950, dans la salle Concordia à Anvers, il donne une série de concerts de bienfaisance avec un orchestre de musiciens au chômage au profit de la Commission pour les musiciens d'orchestre sans emploi.  Ici aussi, il conçoit systématiquement des programmes comprenant de la musique flamande, de sorte que les concerts deviennent des manifestations à forte tendance flamingante.
À partir de 1952, Diels est aussi critique musical du quotidien régional Het Handelsblad sous les pseudonymes de H.E. et de Borluut, et, en mai 1958, il prend la relève d'Eugène van de Velde lorsque celui-ci quitte le journal De Standaard.  Entretemps, il a été réhabilité, en 1956, de sorte qu'il peut reprendre sa carrière de chef d'orchestre.  D'abord, Il est engagé par les maisons d'opéra de Gelsenkirchen et d'Augsbourg, après quoi, dans les années 1960, il dirigera l'orchestre de la radio et l'orchestre de l'Opéra national à différentes occasions (entre autres des productions avec Béjart).  Déjà depuis 1937, Diels se fait apprécier comme chef d'orchestre de la fête annuelle du Chant national flamand et, à partir de 1958, aussi du pèlerinage annuel au mémorial de la Première Guerre mondiale à Dixmude, en Flandre-Occidentale,.
Sur ces entrefaites, en 1957, il est devenu administrateur délégué de la Société belge des auteurs, compositeurs et éditeurs (SABAM), pour laquelle il se consacre à la promotion des intérêts des compositeurs flamands.  Il meurt à Paris, où il a été envoyé par SABAM pour assister à une conférence internationale sur le droit d'auteur.
Hendrik Diels a composé des œuvres chorales, des chansons et des morceaux pour piano.  En outre, il a traduit différents pièces de théâtre en néerlandais.

## Ressources

### Sources
- (nl) Beyen, Marnix.  « Van Brunclair tot Peleman: cultureel onderhandelen in bezettingstijd », ‘Culturele’ collaboratie in Vlaanderen 1933-1953: verbrande schrijvers (réd. Lukas de Vos, Yves T'Sjoen et Ludo Stynen), Gand, Academia Press, 2009  (ISBN 978-90-382-1509-9), p. 23-24.
- (nl) Brouwers, Toon.  Tussen De dronkaerd en Het kouwe kind: 150 jaar Nationael Toneel, KNS, Het Toneelhuis, Anvers, Ludion, 2003, p. 125.
- (nl) Brunclair, Victor J., [En ligne], 2014, [www.schrijversgewijs.be].
- (nl) De Ghein, Rik, Clem de Ridder et l'IJzerbedevaartcomité.  Een halve eeuw Vlaams idealisme: de IJzerbedevaarten in de archieven van het IJzerbedevaartcomité en De standaard en haar lezers, Tielt, Lannoo, 1977.
- (en + nl) Dewilde, Jan.  Diels, Hendrik, [En ligne], réf. du 7 janvier 2014, [www.svm.be] (Centre d'études de la musique flamande).
- (nl) De Wilde, Maurice.  De kollaboratie, Kapellen, De Nederlandsche Boekhandel/Uitgeverij Pelckmans, 1985, p. 101 (België in de Tweede Wereldoorlog; 5).
- (nl) Roquet, Flavie.  Vlaamse componisten geboren na 1800: lexicon, Roulers, Roularta Books, 2007, p. 298.
- (de) Schumann, Robert (réd.).  Neue Zeitschrift für Musik, vol. 108, partie 2, B. Schott, 1941, p. 558.
- (de) Schwandt, Christoph.  Oper in Köln: von den Anfängen bis zur Gegenwart, Berlin, Dittrich, 2007, p. 294.
- (nl) Van de Vijver, Herman.  Het cultureel leven tijdens de bezetting, Kapellen, De Nederlandsche Boekhandel/Uitgeverij Pelckmans, 1990, p. 14 (België in de Tweede Wereldoorlog; 8).

### Discographie
- Marcel Vercammen, heldentenor, Walpurgis Records 004, CD (avec Hendrik Diels comme chef d'orchestre).